# Centrale hydroélectrique de Koivukoski (Kotka)
La centrale hydroélectrique de Koivukoski (finnois : Koivukosken voimalaitos) est une centrale hydroélectrique située à Kotka  en Finlande.

## Caractéristiques
La centrale électrique de Koivukoski est située sur le bras Koivukoskenhaara du fleuve Kymijoki . La hauteur de chute de la centrale électrique est de 4,5 m et sa puissance est de 1,9 MW. 
La centrale électrique est construite sur le canal qui contourne les rapides Koivukoski, il y a un barrage régulateur dans le lit naturel du Kymijoki.
La centrale a été construite par Ahlström Oy en 1933. 
Ahlström l'a vendue à la société suédoise Graningen à la fin des années 1990. 
Au début des années 2000, Statkraft en devient propriétaire. 
La totalité du capital social de Statkraft Suomi Oy a été rachetée en 2014 par Kolsin Voima Oy, détenue par cinq sociétés énergétiques finlandaises,.